# 安科纳共和国
安科纳共和国是一个中世纪公社和海上共和国，  首都位於安科纳。安科纳共和國是一个寡头共和国，由六位人士共同统治。 该國与拜占庭帝国和东地中海地区開展贸易。它還与匈牙利王国、奥斯曼帝国关系良好，  而且是拉古薩共和國的盟友。
安科纳自774年起成為教皇国的一部分，公元1000年之後安科纳完全独立，只是名義上是教皇國的一部分。 1532年9月19日，安科纳被占领，安科纳再度由教皇国直接統治。